# Задужбина Милана Младеновића
Задужбина Милана Младеновића основана је 2018.године у Београду као невладина организација са циљем да се уметничка, ауторска и лична заоставштина Милана Младеновића сачува као целина и да се Задужбина намени за културне и хуманитарне потребе. Иницијатива за оснивање задужбине саставни је део тестамента Миланове мајке, Данице Младеновић. Задужбина од 2019.године додељује и годишње музичко признање на регионалном нивоу, награду „Милан Младеновић“. 
Оснивачица Задужбине је Мира Цурић, а њен управни одбор чине четири члана: председница управног одбора као и Миланова девојка све до његове смрти Маја Маричић, Миливоје Петровић, Зоран Костић и Ненад Миловановић. Управитељица Задужбине и лице овлашћено за заступање је Александра Ћебић. 

## Награда „Милан Младеновић“
Награда „Милан Младеновић“ додељује се за дело изузетне музичке вредности сваке године на дан Милановог рођења 21.септембра. Право на учешће у конкурсу имају аутори музичких дела из свих бивших југословенских република. Награда се састоји од повеље и новчаног износа од 3.000 евра. Дванаест најбоље пласираних песама на конкурсу чине промотивну компилацију коју објављује Задужбина. Досадашњи добитници награде су: Артан Лили (2019), Драм (2020), Ana & The Changes (2021), Дина Јашари (2022) и Љубичице (2023).

## Откривање спомен-плоче
05.новембра 2022.године на улазу у Миланову зграду у Булевару Милутина Миланковића 28  где је Милан живео од 1973.до 1994.године откривена је спомен-плоча са његовим ликом. На њој су урезани стихови из песме „Земља“ :“ У сваком поразу ја сам видео део слободе, и кад је готово, за мене, знај, тек тад је почело“. Ауторка спомен-плоче је уметница Лана Васиљевић, а предложак за вајарско дело био је детаљ са фотографије Александра Кујучева која је настала на снимању омота за албум „Неко нас посматра“.

## Судски спорови
Задужбина броји скоро 20 судских спорова због кршења ауторских и сродних права Милана Младеновића. Пиратска издања компаније Мascom уклоњена су са дигиталних платформи, а Привредни суд у Београду је 2021.године забранио даљу продају Mascom-ових LP и CD издања групе Екатaрина Велика. Наводи се да власник Маscom-а нема никакав правни основ као ни дозволу власника фонограма за албуме који у стварном власништву припадају ПГП РТС-у и live снимке који су у власништву чланова бенда ЕКВ-а. Из истог разлога судски поступак води се и против компаније Tin Drum. Задужбина је једина институција која има овлашћења за коришћење жигова ЕКВ-а и Екатaрина Велика приликом различитих ангажмана и организовања што је подржано судском и правном заштитом.

## Активности Задужбине
На ЦД-у и плочи је 2020. године реиздат албум „Angel's breath“. То је последњи Миланов албум настао у сарадњи са Митром Суботићем Субом у Бразилу 1994.године, а објављен је месец дана након Миланове смрти. Издање „Angel s breath“промовисано је у Србији и Хрватској, а сви тиражи су распродати у рекордном року.Објављен је и спот за једну од песама са албума „Метак“. Спот је сачињен од материјала снимљених у Сао Паолу 1994.године, а режију потписује Марија Вукић. Снимци су настали са намером да се сними спот, али током живота Милан и Суба нису успели да га ураде. У споту се поред Милана и Субе појављују и бразилски музичари Fabio Golfetii и Joao Parahyba који су и свирали на албуму Angel s Breath. 
Одрађен је и спот за песму „Црв“. Спот је осмислио сам Милан, а заједно са босанским редитељем Алешом Куртом је прикупио документарни материјал. Снимио је и певање за спот у студију приликом боравка у Паризу 1994.године. Спот је успео да започне, али не и да доврши. По његовој замисли обликовала га је Маја Маричић и објављен је у продукцији Задужбине 2020.године.
У режији Ђорђа Марјановића 5.новембра 2020.године документарни филм „Praia do ventu eternu“ је доживео премијеру широм региона. Филм је назван по песми са албума Angel s Death што у преводу знали „Плажа вечног ветра“, а моменат настанка песме се види у филму. Филм је урађен од приватних ВХС снимака насталих током боравка Милана Младеновића и Митра Суботића Субе у Бразилу. Слику прате одломци из Милановог дневника који је тада видео, а дирљиви тон причи нарација Светозара Цветковића. 
Акустична верзија песме „Ти си сав мој бол“ настала је у Скопљу 1992.године, а сада је екранизована у сарадњи са тимом који чине Јана Оршолић, Дарко Арсић и Игор Оршолић. Једини акустични концерт у коме је учествовао комплетан бенд одржан је 1992.године у камерном студију М1 македонске ТВ и уживо је преношен на радију „Канал 103“. Концерт траје 47 минута.
2021.године Задужбина се обратила свим поштоваоцима лика и дела Милана Младеновића да учествују у очувању сећања и пошаљу свој допринос за формирање архивског фонда.
Сарадња са ПГП РТС-ом и ЗКП РТВ Словенија омогућила је да 2024. поново буде објављена свеобухватна дискографија коју чини осам студијских албума ЕКВ-а. Као део сарадње предвиђена је ремастеризација албума и њихова доступност на свим дигиталним музичким сервисима. 2023.године изашао је рестаурисани спот за песму „Очи боје меда“. Спот је објављен 5.новембра на годишњицу смрти Милана Младеновића. Ремастер слике потписује Дејан Шпагнут. За звук је био задужен Владимир Моритз у сарадњи са Иваном Фецеом Фирчијем, некадашњим бубњаром ЕКВ-а као стручним консултантом. 